# Paul Frommelt
Paul Frommelt (født 9. august 1957 i Schaan) er en tidligere alpin skiløber fra Liechtenstein .
I 1970'erne og 80'erne kørte han for Liechtensteins landshold sammen med sine søskende Andreas og Hanni Wenzel. 
Han tog bronze i slalom under verdensmesterskaberne i 1978 i Garmisch-Partenkirchen og opnåede samme position under OL i 1988 i Calgary.